# Witbandtangare
De witbandtangare (Neothraupis fasciata) is een zangvogel uit de familie Thraupidae (tangaren).

## Verspreiding en leefgebied
Deze soort komt voor van oostelijk Bolivia tot noordoostelijk Paraguay en oostelijk en zuidelijk Brazilië.